# Elizabeth Garrettová Andersonová
Dr. Elizabeth Garrettová Andersonová, MD (9. červen 1836 Whiechapel — 17. prosinec 1917 Aldeburgh) byla anglická lékařka a feministka, první žena, která získala lékařské vzdělání ve Velké Británii a první žena, která byla zvolena na post starosty. Její sestra Milicent vedla konstituční křídlo britských sufražistek. Její dcera Louisa Garrettová Andersonová se také stala lékařkou.

## Život
Narodila se v londýnské čtvrti Whiechapel jako druhorozená z jedenácti dětí v rodině Newsona Garretta (1812–1893) a jeho ženy Louisy (asi 1813–1903) rozené Dunnet. Její sestrou byla známá feministka a sufražetka Millicent Garrett Fawcett.
Elizabeth Garrett studovala na soukromé škole Boarding School pro dívky v Blackheath, Londýn. V roce 1859 se setkala s Elizabeth Blackwell, první ženou, která získala titul doktor ve Spojených státech. Po tomto setkání se rozhodla stát lékařkou. Mnoho středních škol její přihlášku odmítlo. Garrett v roce 1860 nastoupila jako zdravotní sestra do nemocnice Middlesex Hospital.V nemocnici byla dobrou zdravotní sestrou, takže mohla chodit na ambulanci a zúčastnit se první operace. Začala navštěvovat přednášky určené pro lékaře v nemocniční lékařské škole. Po stížnostech z řad studentů jí byl vstup do přednáškového sálu zakázán. Povolení měla ke studiu latiny, řečtiny, chemie a "materia medica". Přes podporu vedení nemocnice byla nucena opustit školu i nemocnici, ale než ji opustila složila zkoušky z oboru chemie a "materia medica" s vyznamenáním.
Po zjištění, že u Společnosti lékárníků (Society of Apothecaries) nebyly ženám zakázány zkoušky, byla přijata ke studiu a v roce 1865 složila závěrečnou zkoušku a získala licenci (LSA). Po její úspěšné zkoušce (nejlepším hodnocením), Společnost lékárníků změnila své předpisy, aby nemohly další ženy získat licenci.
V roce 1866 začala pracovat v St Mary's Dispensary, v instituci, která měla zabezpečit lékařskou péči chudým ženám. Místo se velice rychle změnilo na New Hospital for Women (nemocnice pro ženy), kterou společně založily se Sophií Jex-Blake, kde Garrett pracovala více než dvacet let. V roce 1870 získala lékařský titul na Pařížské univerzitě. V tomtéž roce byla vybrána do London School Board, jako reprezentantka části Marylebon. Zahájila rovněž práci hostujícího lékaře v East London Hospital for Children, ale záhy od této činnosti odstoupila a zasvětila svůj život práci v New Hospital for Women. V roce 1871 se provdala za Jamese Andersona, se kterým měla tři děti (Luisa, Margaret a Alan).
Víc než 19 let (od roku 1873) byla jedinou ženou v Britské lékařské společnosti (British Medical Association (BMA)). Stále pracovala v New Hospital for Women, v roce 1874 založila Londýnskou lékařskou školu pro ženy (London School of Medicine for Women). V roce 1897 byla zvolena prezidentkou východoanglické větve Britské lékařské společnosti.
Dne 9. listopadu 1908 byla zvolena starostkou Aldebrurgh, byla první ženou na tomto postu. Před ní byl starostou její otec i její muž. Během svého úřadování vydala řadu dokumentů, které se týkaly volebního práva žen.
Zemřela 17. prosince 1917 ve věku 81 let v Aldeburghu.

## Dílo
- Sur la migraine. Thèse pour le doctorat en médecine présentée et soutenue le 15 juin 1870. A.Parent, Paris 1870 Digitalisat
- London School of Medicine for Women. Inaugural address.Lewis, London 1877
- The Student's Pocket Book. (Arranged for students of the London School of Medicine for Women). H.K. Lewis, London 1878
- The medical education of women and the Medical Acts Amendment Bill. Reprinted from The Times, May 8, 1878. London 1878 (Collected pamphlets 1)
- The sanitary care and treatment of children and their diseases, being a series of five essays. Houghton, Mifflin, Boston 1881
- Deaths in childbirth. Extract from the Correspondence section of the British Medical Journal, Sept. 17, 1898. Edinburgh 1898